# レネウィ・ツアー
レネウィ・ツアー (Renewi Tour) は、UCIワールドツアーに属する自転車ロードレースのステージレース。オランダ・ベルギーの2か国と、年によってはルクセンブルクを含めたベネルクス3国を舞台に行われる。
もともとこのレースは1948年から開催されており「ロンド・ファン・ネーデルラント (オランダ語: Ronde van Nederland)」「ツール・デ・ペイ・バ (フランス語: Tour des Pays-Bas)」（オランダ一周）が正式名称であった。2005年のUCIプロツアー施行時にプロツアーレースの一つとして組み込まれた際に、レーススポンサーであるエネルギー会社の名前から付けられた愛称「エネコ・ツアー」が正式名称となった。2017年よりスポンサーがオンライン・ディスカウント・ブローカーのビンクバンクに変わり、大会名は「ビンクバンク・ツアー」となった。2021年はスポンサー名が大会名から外れ「ベネルクス・ツアー」となったが、2022年は開催できなかった。2023年より廃棄物処理会社のレネウィがメインスポンサーとなり、大会名は「レネウィ・ツアー」となり、ステージ数は7から5へ縮小された。
開催地の土地柄から大きな山岳を超えるステージはないが、春のクラシック・レースでおなじみの石畳や丘の連続によるアップダウンの繰り返しをもったコースが勝負所に設定される傾向がある。

## エピソード
2006年はシュテファン・シューマッハーが、最終日にトップのジョージ・ヒンカピーを1秒差でかわして、逆転で総合優勝をなしとげた。だが、このときシューマッハーはラスト50m付近で身を乗り出していた観客と接触して落車しかけ、すぐ後ろを走っていたヒンカピーの前輪と接触。シューマッハは立て直したが、ヒンカピーは落車してしまった。
ゴール前の落車では集団と同じタイムでゴールしたことになるが、シューマッハーは結局3位に入ってボーナスタイムを獲得したためヒンカピーを逆転してしまったのである。
当然、ヒンカピーとチームは猛抗議。しばらく審判たちによる協議が行われた後、シューマッハの行為は故意でないとされ結果が確定したが、あまりにも後味の悪い結末から表彰台のシューマッハに笑顔はなかった。

## 歴代優勝者
| 年   | 優勝者                           | 国                   |
| ---- | -------------------------------- | -------------------- |
| 2024 | ティム・ウェレンス               | ベルギー             |
| 2023 | ティム・ウェレンス               | ベルギー             |
| 2022 | 過密日程のため未開催             | 過密日程のため未開催 |
| 2021 | ソニー・コルブレッリ             | イタリア             |
| 2020 | マチュー・ファン・デル・プール   | オランダ             |
| 2019 | ローレンス・デプルス             | ベルギー             |
| 2018 | マテイ・モホリッチ               | スロベニア           |
| 2017 | トム・デュムラン                 | オランダ             |
| 2016 | ニキ・テルプストラ               | オランダ             |
| 2015 | ティム・ウェレンス               | ベルギー             |
| 2014 | ティム・ウェレンス               | ベルギー             |
| 2013 | ズデネク・シュティバル           | チェコ               |
| 2012 | ラース・ボーム                   | オランダ             |
| 2011 | エドヴァルド・ボアソン・ハーゲン | ノルウェー           |
| 2010 | トニー・マルティン               | ドイツ               |
| 2009 | エドヴァルド・ボアソン・ハーゲン | ノルウェー           |
| 2008 | ホセ・イバン・グティエレス       | スペイン             |
| 2007 | ホセ・イバン・グティエレス       | スペイン             |
| 2006 | シュテファン・シューマッハー     | ドイツ               |
| 2005 | ボビー・ジュリック               | アメリカ合衆国       |